# 森山龍二
森山 龍二（もりやま りゅうじ、1963年12月14日 - ）は、日本のAV男優。

## 経歴
東京都出身。舞台俳優を目指して中学時代から練馬区にあった東映演技研修所に通っていたが、25歳だった1988年にAV助監督に誘われたのをきっかけにアダルトビデオの世界に入った。
FAプロ作品に数多く出演し、AV監督のヘンリー塚本が名付け親。肉付きがよく、胸毛が特徴的。ピンク映画などにも出演する演技派。

## 人物
愛猫家で、猫を3匹飼っている。チェーンスモーカーで缶ピースの愛好家。映画の撮影台本のコレクター。趣味はラジオを視聴すること。

## 出演作品
- セックスの向こう側 AV男優という生き方[2]（マクザム、2013年）

## 受賞歴
- 1994年 - ビデオTHEワールド男優賞
- 2011年 - ビデオTHEワールド男優賞